# Faycal Rherras
Faycal Rherras, né le 7 avril 1993 à Liège en Belgique, est un footballeur international marocain évoluant au poste d'arrière latéral. Il possède également la nationalité belge.

## Biographie
Né de parents marocains originaires de Oujda, Rherras grandit dans la ville francophone de Liège. Il commence le football à la Jeunesse Sportive de Pierreuse, un club populaire de la cité ardente où sont passés plusieurs joueurs célèbres (Christian Benteke, Rachid Tiberkanine,..). Ensuite, il poursuit sa carrière avec les jeunes du Royal Football Club de Liège, avant d'être transféré au Standard de Liège. Après un passage au Club Bruges, il termine sa formation au Beerschot Antwerpen.
Il commence sa carrière professionnelle dans le club du RCS Visé, en deuxième division. Avec cette équipe, il marque 7 buts en 31 matchs de championnat. Le 9 juillet 2014, il signe un contrat de deux ans au Saint-Trond VV. Avec ce club, il est sacré champion de deuxième division en 2015, et découvre donc la première division lors de la saison 2015-2016 avec le nouveau promu. 
Fayçal Rherras joue ensuite une saison pour le club écossais d'Heart of Midlothian puis pour le club belge du KV Malines avant de retourner pour quelques mois en Écosse et d'être prêté par le club belge au Hibernian FC.
Au cours de l'été 2018, revenu en Belgique, il se sépare à l'amiable avec le KV Malines avant de s'engager avec le club français de l' AS Béziers, nouvellement promu en Ligue 2.

## Statistiques

### En sélection
Le tableau suivant liste les rencontres de l'équipe du Maroc dans lesquelles Faycal Rherras a été sélectionné depuis le 15 novembre 2016 jusqu'à présent.

## Palmarès

### En club
- Champion de Belgique de D2 en 2015 avec le Saint-Trond VV